# Brinkers margarinefabriek
Koninklijke Brinkers Margarinefabriek BV is begonnen als groothandel en grossier in margarine en boter, met vervolgens een eigen zuivelfabriek, een margarinefabriek en fabrieken van chocoladewaren en bakkerijproducten met vestigingen te Zoetermeer, Wijchen, Enschede en Velp. Het hoofdkantoor van Brinkers Holding bevindt zich te Zoetermeer.

## Geschiedenis
Het bedrijf werd opgericht door Bernardus Brinkers (1862 - 25 mei 1937). Deze begon in 1878 in Den Haag langs de deuren te trekken om margarine, toen kunstboter geheten, te verkopen. In 1888 richtte hij een groothandel in margarine op. Een deel van het Huis te Palenstein werd door hem aangekocht om als pakhuis te dienen. De rest van het huis fungeerde als zuivelfabriek. De margarine werd aangevoerd als halffabricaat en in deze fabriek verwerkt naar de wensen van de klant. Dit hield in: eventuele vermenging met roomboter, zout en boterkleursel toevoegen. Aanvankelijk werd de margarine verpakt in Keulse potten.
In 1914 ontstond, ten gevolge van de Eerste Wereldoorlog, schaarste en boter werd onderdeel van een distributiesysteem. Hierdoor schakelden meer en meer mensen op margarine over. Het bedrijf groeide en de naastgelegen zuivelfabriek werd betrokken. In 1918 werd verder uitgebreid door de aankoop van het naastgelegen Huize Akkerlust en in 1927 was Brinkers de grootste margarinegrossier van Nederland. Huize Akkerlust is een herenboerderij uit 1866 en het is geklasseerd als rijksmonument. Toen in 1927 de twee grootste margarinefabrikanten, Van den Bergh en Jurgens, na een felle concurrentiestrijd samen gingen in de Margarine Unie besloot Brinkers om zelf margarine te gaan maken. Brinkers nam een aandeel in de in 1927 gestarte NV Hollandsche Margarinefabriek te Nijmegen, die in 1931 naar een groter pand, een voormalige exportslagerij, te Wijchen werd verplaatst.
In 1932 werd het menggebod van kracht. Men was verplicht om, gezien het boteroverschot, boter bij de margarine te mengen. Ook moest de margarine in kleinverpakking worden geleverd. Nieuwe machines en een wikkeldrukkerij kwamen in werking. De zuivelfabriek "Zelandia", die eveneens in Palenstein was gevestigd, werd overgenomen. In Wijchen werd in 1934 een raffinaderij voor plantaardige olie gebouwd. Men ging ook slaolie, bak- en braadvet en bakkersvet produceren.
Hoewel de oorspronkelijke grondstof van margarine rundvet was, werd dit geleidelijk vervangen door plantaardige grondstoffen: sojaolie, palmolie, zonnebloemolie, kokosolie en grondnotenolie. Omdat tijdens de Tweede Wereldoorlog de grondstoffen schaars waren, ging men koolzaad verbouwen en raapzaadolie produceren.

### Expansie
In 1950 werd in Zoetermeer een moderne olieraffinaderij en margarinefabriek ingericht. In 1953 werd een hardingsinstallatie in gebruik genomen, waarmee olie in vet kon worden omgezet. Hiertoe was waterstofgas vereist. Het aantal medewerkers bedroeg in dat jaar 225. In 1955 werd een olieslagerij te Oudewater overgenomen, waar kokosolie uit kopra werd gewonnen. Hiertoe waren 10 miljoen kokosnoten per jaar nodig. In 1964 werd de hardingsinstallatie verplaatst naar het Botlekgebied. Het benodigde waterstofgas werd nu via een pijpleiding aangevoerd, in plaats van in hogedruktanks over de weg. In 1978 was Brinkers één der grootste hardingsbedrijven in Europa. In 1966 moest de vestiging van Brinkers uit het centrum van het snelgroeiende Zoetermeer verdwijnen. Het bedrijf werd verplaatst naar de Bleiswijkseweg in het buitengebied, waar het in 1968 in productie ging. Het hoofdkantoor van de holding bevindt zich nog steeds in Huize "Akkerlust" aan de Vlamingstraat 49 in het centrum van Zoetermeer. In 1973 werd de olieslagerij te Oudewater door brand verwoest, waarbij onder meer 2000 ton kopra verloren ging. Na enkele maanden was de productie weer op peil.
In 1984 werd de voedingsmiddelendivisie van Brinkers te Zoetermeer door Cargill overgenomen, met fabrieken in Zoetermeer en Botlek voor het raffineren en harden van eetbare oliën en vetten. De vestiging te Zoetermeer werd in 1986 eveneens naar de Botlek overgebracht. Brinkers bleef actief op het gebied van gekoelde voedingswaren met de overname in 1996 van Hertog IJs te Melissant en Culi d'Or te Dirksland.
In 1998 vertrok Brinkers naar Zeewolde.

## Bakkerijproducten
De fabriek in Wijchen, waar reeds speciale bakkerijmargarines werden vervaardigd (onder de merknaam "Superieur"), ging zich ook toeleggen op andere bakkerijproducten, waaronder korstdeeg en andere halffabricaten, alsmede koffiebroodjes, croissants en dergelijke.
In 1975 werd het bakkerijgrondstoffenbedrijf Molco te Aartselaar opgekocht en in 1976 volgde het bedrijf Salino te Maassluis, een fabrikant van mayonaise, fritessaus en slasaus, alsmede slaolie, zonnebloemolie, maisolie en saffloerolie. In 1978 ontving Brinkers het predicaat Koninklijk.
Tegenwoordig heeft Brinkers een ingewikkelde structuur, met Brinkers Holding gevestigd te Zoetermeer en fabrieken onder meer in Velp, waar bakkerijproducten worden vervaardigd.
Tegenwoordig is het bedrijf als Royal Brinkers gevestigd te Almere-Haven.
Tot de klassieke merken die door Brinkers werden of worden gevoerd behoren:
- Wajang, margarine
- Bak en Braad, braadvet
- Leeuwezegel, margarine

## Brinkers Food BV
Een tweede bedrijf van Brinkers, werd in 1948 door Bernardus Brinkers jr., zoon van de oprichter van de margarinefabriek, in Enschede onder de naam Brinkers Food BV opgericht.

### Chocoladepasta
Het bedrijf ging chocoladepasta, een in 1946 ontwikkeld nieuw product, vervaardigen. Men startte met de merknaam Choba. In 1960 kwam ook hazelnootpasta op de markt, onder de merknaam Nusco. Het bedrijf opende in 1993 een nieuwe fabriek in Enschede. In 2001 werd het bedrijf ook een distributiekanaal voor "Masterfood's Snickers" en Milky Way chocoladepasta.

### Biologische producten
Sinds 1987 produceert het bedrijf biologische chocoladepasta’s onder de merknaam 'NuscoBio' in de varianten Pure chocolade, Hazelnoot, Duo-hazelnoot en Carobe.
Tijdens de biologische beurs Biofach 2017 in Neurenberg introduceerde Brinkers Food BV het merk 'La Vida Veggie', een serie biologische chocoladepasta’s in de varianten Chocolade, Pure chocolade en 15% hazelnoot & chocolade. Voor deze productlijn kreeg Brinkers de Sweetie Award 2017. Later kwamen daar nog bij: Witte kokos, Amandel, Witte hazelnoot, Pistache en Walnoten.

### Merken
Conventioneel:
- Nusco
- Nusica
- Chocolade Symfonie

Biologisch:
- BuscoBio
- La Vida Vegan
- So Vegan, So Fine
- Chocolade Rapsodie
- It's My Life